# Бракс (Верхняя Гаронна)
Бракс (фр. Brax, окс. Brats) — коммуна во Франции, находится в регионе Юг — Пиренеи. Департамент — Верхняя Гаронна. Входит в состав кантона Легевен. Округ коммуны — Тулуза.
Код INSEE коммуны — 31088.

## География
Коммуна расположена приблизительно в 590 км к югу от Парижа, в 17 км к западу от Тулузы.
По территории коммуны протекает река Курбет.

## Климат
Климат умеренно-океанический. Зима мягкая и снежная, весна характеризуется сильными дождями и грозами, лето сухое и жаркое, осень солнечная. Преобладают сильные юго-восточные и северо-западные ветры.

## Население
Население коммуны на 2010 год составляло 2531 человек.
| 1962 | 1968 | 1975 | 1982 | 1990 | 1999 | 2010 |
| ---- | ---- | ---- | ---- | ---- | ---- | ---- |
| 307  | 458  | 902  | 1202 | 1358 | 2017 | 2531 |

## Администрация
| Период | Период | Фамилия         | Партия                  | Примечания |
| ------ | ------ | --------------- | ----------------------- | ---------- |
| 1929   | 1961   | Леон Гайаге     |                         |            |
| 1961   | 1969   | Марсель Кардон  |                         |            |
| 1969   | 1983   | Жорж Бастьян    |                         |            |
| 1983   | 1989   | Робер Кальсу    |                         |            |
| 1989   | 2001   | Бернар Кюннак   | Социалистическая партия |            |
| 2001   | 2014   | Жан-Пьер Верже  | Социалистическая партия |            |
| 2014   | 2020   | Франсуа Лепиньё | Разные левые            |            |

## Экономика
В 2010 году среди 1686 человек трудоспособного возраста (15—64 лет) 1168 были экономически активными, 518 — неактивными (показатель активности — 69,3 %, в 1999 году было 72,3 %). Из 1168 активных жителей работали 1088 человек (586 мужчин и 502 женщины), безработных было 80 (36 мужчин и 44 женщины). Среди 518 неактивных 239 человек были учениками или студентами, 137 — пенсионерами, 142 были неактивными по другим причинам.

## Достопримечательности
- Замок Бракс (XIII век). Исторический памятник с 1946 года[4]
- Церковь Св. Орана (XVIII век)
- Стела «Моранж»

## Фотогалерея

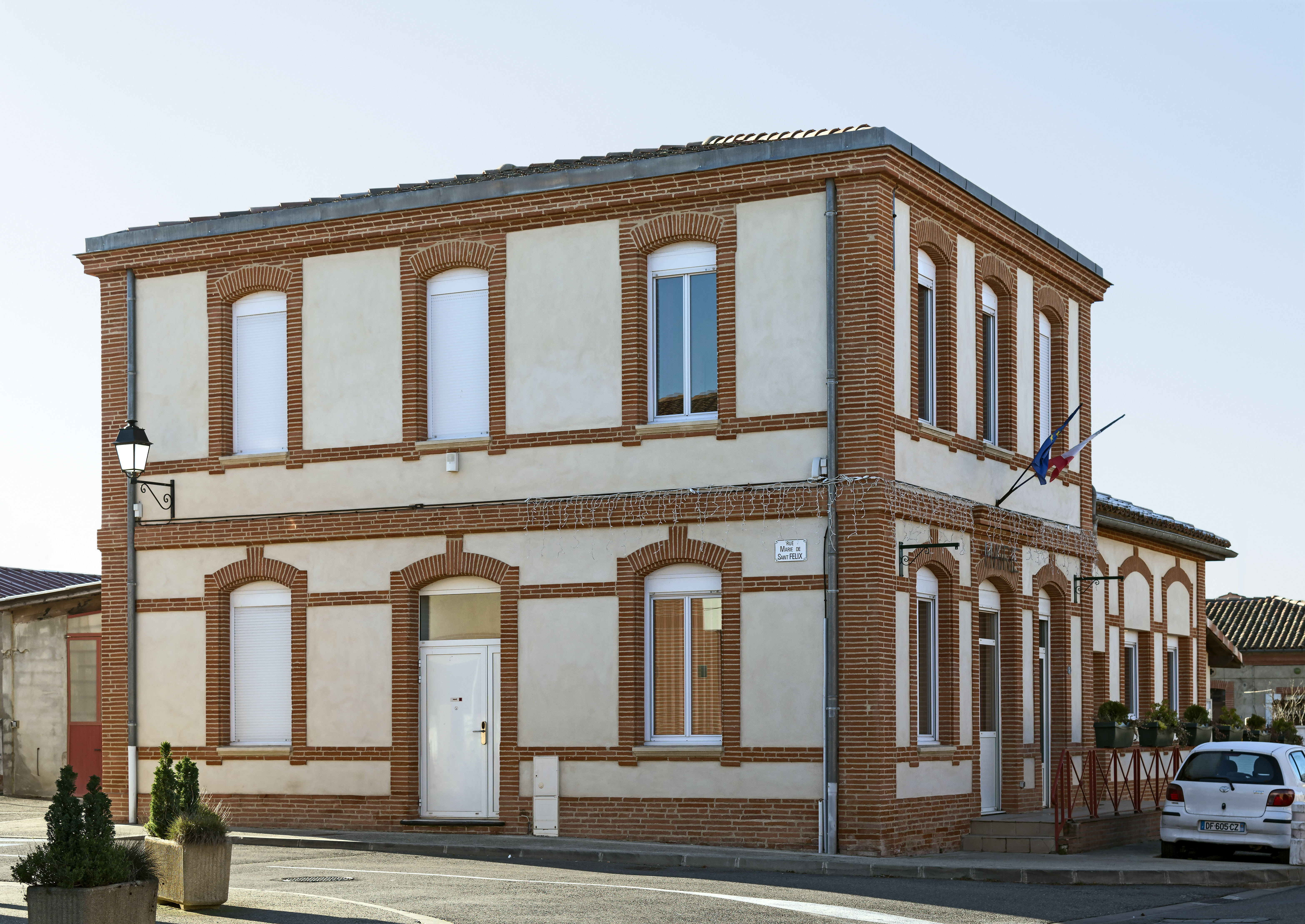
Здание мэрии
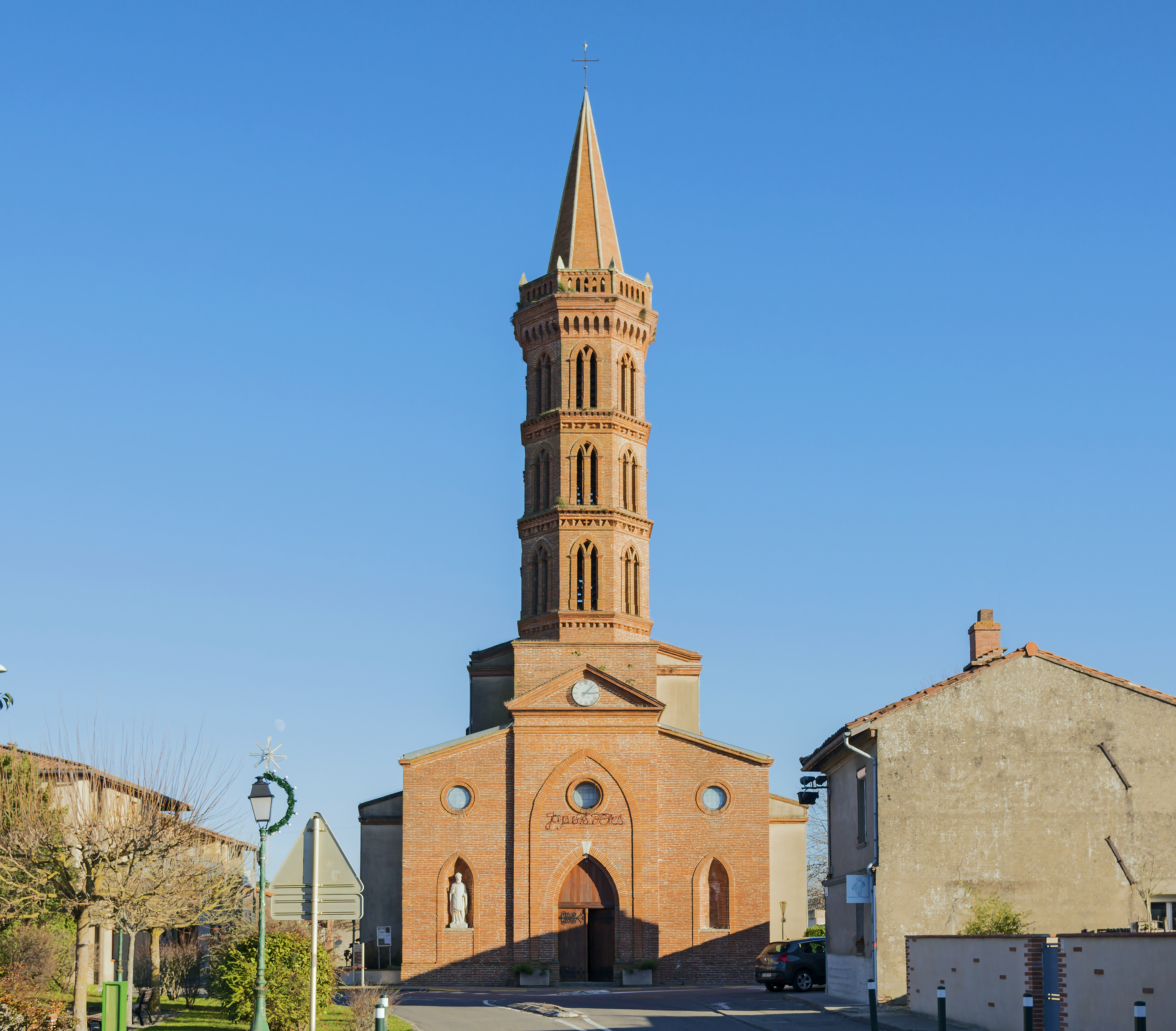
Церковь Св. Орана
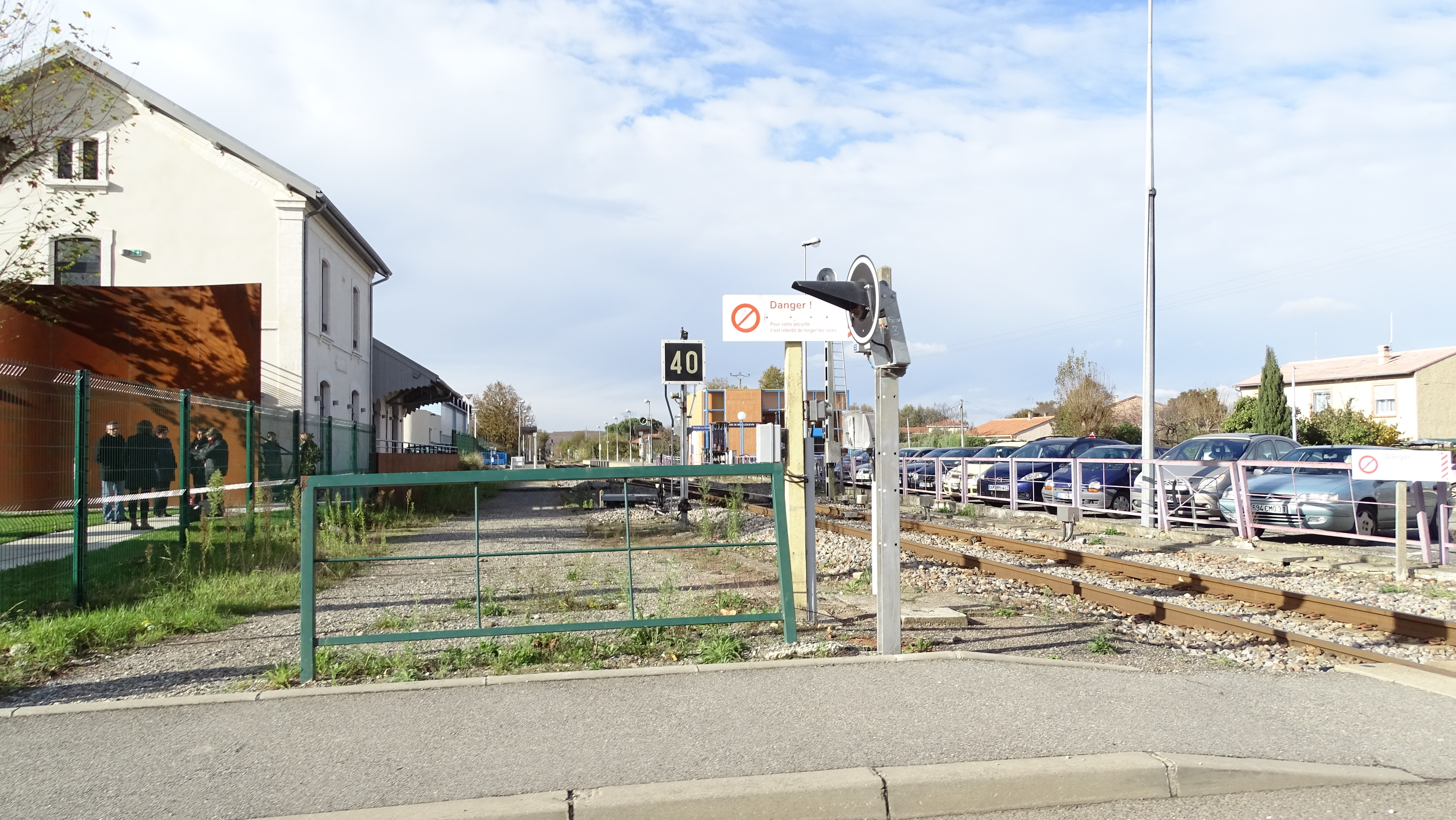
Вокзал Бракс — Легевен
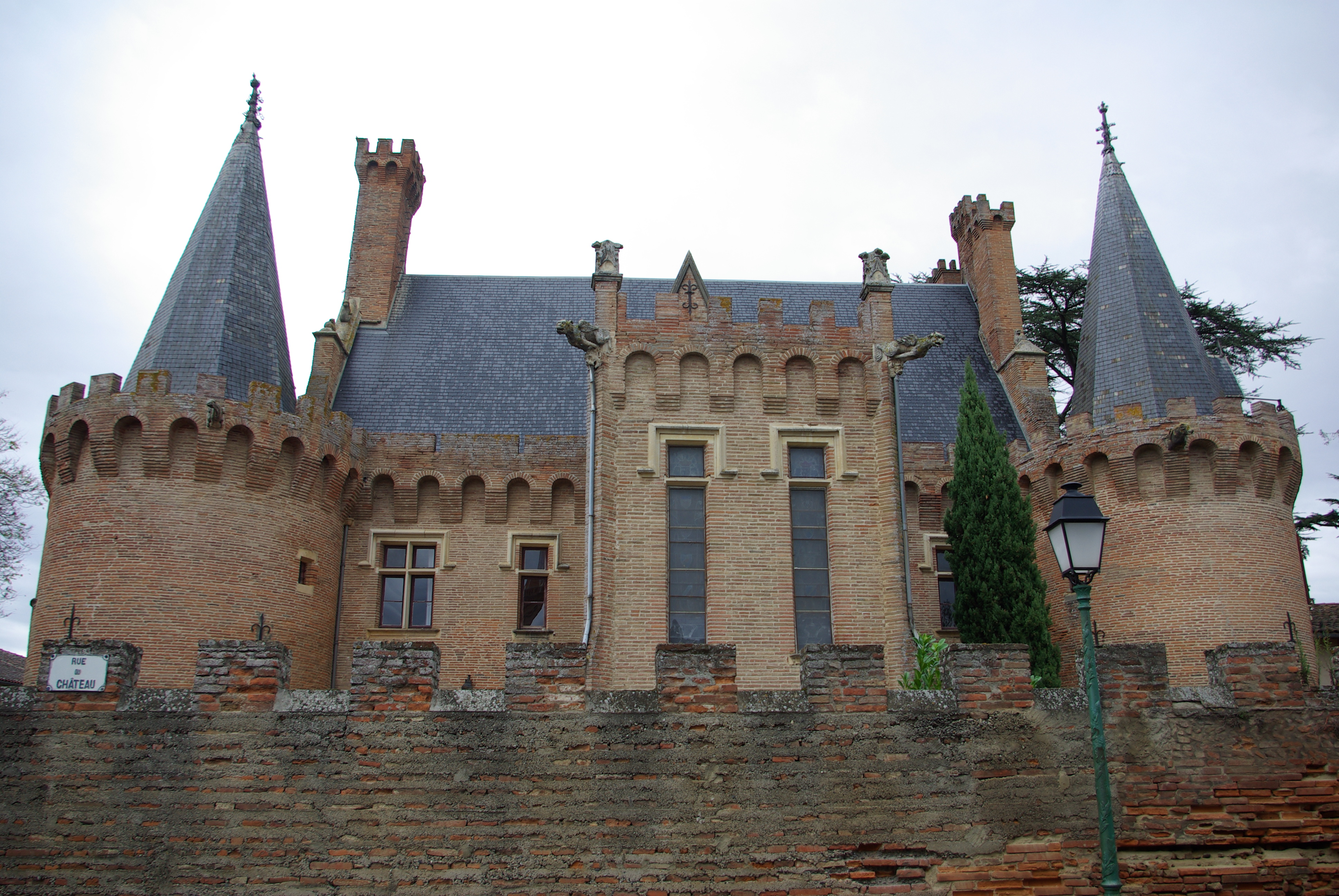
Замок Бракс
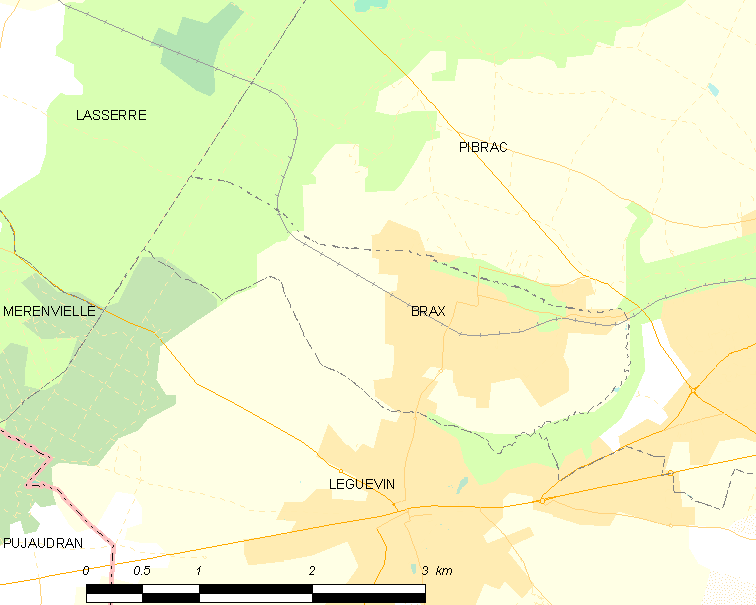
Карта коммуны